# Manus iniectio
Die manus iniectio (lat. für „Handanlegung“) war eine Vollstreckungsmaßnahme des römischen Rechts. Es erlaubte dem Gläubiger einer durch Urteil (condemnatio) bestätigten Forderung körperlichen Zugriffs auf den zahlungspflichtigen Schuldner. Die manus iniectio entstand im Rahmen des altzivilen Legisaktionenverfahrens und diente der Forderungssicherung durch den Schuldner als Pfand, war damit eine privatrechtliche Personalhaftung. Der Zugriff erfolgte förmlich und rituell. Statuiert war die Vollstreckungsmethode im Zwölftafelgesetz (tabula III, 1–6). Durchgeführt wurde das Vollstreckungsverfahren im Wege der legis actio per manus iniectionem.
Hierzu auf Tafel I des Zwölftafelgesetzes:
Si in ius vocat, ito. Ni it, antestamino. Igitur em capito.
Wenn er (einen Anderen) vor Gericht ruft, soll er (der Andere) gehen.
 Wenn er (der Andere) nicht geht, sollen Zeugen hinzugezogen werden.
 Dann soll er ihn ergreifen.
Die manus iniectio kann mit der vindicatio einer Sache verglichen werden, denn Ziel war Besitzergreifung, Bemächtigung. Zweck der persönlichen Haftung des Schuldners war, einen aus einer Verbindlichkeit oder aus einem Delikt Haftenden dazu zu bewegen, binnen dreißig Tagen vor den Gerichtsherrn zu treten, um seine Schuld zu begleichen. Dort wurde der Akt der Handanlegung dann rituell zur Bestätigung wiederholt. Allein der Prätor hatte die notwendige Autorität inne, einen derartigen Hoheitsakt (addictio) anzuordnen. Zwar konnte ein Bürge oder eine sonstige von der Schuld befreiende Person (vindex) intervenieren, um den Beklagten dem Zugriff zu entziehen, Voraussetzung dafür war allerdings, dass die zugrundeliegende Schuld nicht bereits über eine Darlehenshingabe erfüllt war (certa pecunia). Zahlte der Schuldner nicht binnen der dreißig Tage, wurde er – kraft der Anordnung des Zwölftafelgesetzes – mitsamt seinem Vermögen für sechzig Tage in die Schuldknechtschaft seines Gläubigers überführt. Der Schuldner konnte ausgelöst werden, geschah dies aber nicht, wurde er trans tiberim versklavt.
Mit der Lex Poetelia Papiria de nexis wurden ausgangs des 4. Jahrhunderts die Vorschriften zur Gewaltanwendung entschärft. Die körperliche Gewaltausübung bei der Personalhaftung (corpus), wich der Vermögenshaftung (bona). Aus der ursprünglichen Schuldhaft, dem nexum, konnte der Schuldner fortan entlassen werden, wenn es ihm gelang, den Gläubiger per Eid davon zu überzeugen, dass er über hinreichendes Geld verfügt (bonam copiam iurare). Wer bonam copiam iurare unterlag, war mit der lex Iulia municipalis für kommunale Ämter disqualifiziert. Später entwickelte sich aus diesem Wurzelwerk das Institut des Offenbarungseids.